# محاصره قونیه (۱۰۶۹)
محاصره قونیه ( به یونانی : Μάχη του Ικονίου، به ترکی : Konya Muharebesi) تلاش ناموفق امپراتوری سلجوقیان ترکیه برای تصرف شهر بیزانسی ایکونیوم یا همان قونیه امروزی بود. پس از غارت آنی و قیصریه به ترتیب در سال‌های ۱۰۶۳ و ۱۰۶۷ (برخی منابع در اوایل سال ۱۰۶۴ می‌گویند)، ارتش بیزانس در شرق وضعیت بسیار ضعیفی برای مقاومت در برابر پیشروی ترک‌ها داشت. اگر تلاش های امپراتور رومانوس چهارم دیوژن نبود، امپراتوری بیزانس زودتر دچار فاجعه «ملازگرد» می شد. از سوریه، یک ضد حمله موفق، ترک‌ها را به عقب راند. پس از دفع حمله به ایکونیوم، رومانوس چهارم کارزار دوم خود را شروع کرد.  مبارزات علیرغم ماهیت بد ارتش او که از زمان مرگ باسیل دوم رهبری ضعیفی داشت با موفقیت رومانوس روبرو شد.
پیروزی یک مهلت کوتاه بود - مدتی پس از ملازگرد، در بحبوحه درگیری‌های داخلی، ایکونیوم به دست ترک‌ها افتاد. این شهر در طول جنگ صلیبی اول ، احتمالاً تحت حکومت بیزانس، شاهد بازگشت کوتاهی به مسیحیت بود، اما ترک‌ها در جنگ صلیبی ۱۱۰۱ ضد حمله کردند و قونیه پایتخت خطرناک‌ترین حریف بیزانس را تشکیل داد. در ۱۸ مه ۱۱۹۰، ایکونیوم برای مدت کوتاهی توسط نیروهای فریدریش یکم، امپراتور مقدس روم در نبرد قونیه در طول جنگ صلیبی سوم، برای مسیحیت بازپس گرفته شد.